# Teodoro Picado Michalski
Teodoro Picado Michalski (San José, 10 gennaio 1900 – Managua, 1º giugno 1960) è stato un politico costaricano.
È stato Presidente della Costa Rica dal maggio 1944 al maggio 1948, come rappresentante del Partito Repubblicano Nazionale.
Nel 1948 il suo governo fu rovesciato da una rivolta armata appoggiata dagli Stati Uniti d'America.